# Micrococca capensis
Micrococca capensis är en törelväxtart som först beskrevs av Henri Ernest Baillon, och fick sitt nu gällande namn av David Prain. Micrococca capensis ingår i släktet Micrococca och familjen törelväxter. Inga underarter finns listade i Catalogue of Life.